# Ferran d'Antequera
Ferran d'Antequera (castellà: Fernando I de Aragón)  (Medina del Campo, 27 de novembre de 1380 - Igualada, 2 d'abril de 1416) dit de Trastàmara, el Just o l'Honest i anomenat també Ferran I d'Aragó, fou infant de Castella i després rei d'Aragó, de València, de Mallorca, de Sicília, de Sardenya i (nominal) de Còrsega, duc (nominal) d'Atenes i Neopàtria, comte de Barcelona, de Rosselló i de Cerdanya (1412 - 1416) i regent de Castella (1406-1416), on també ocupava els títols de senyor de Lara, duc de Peñafiel i comte de Mayorga, i (per matrimoni) els de comte d'Alburquerque i de Ledesma i senyor de Castro de Haro. Fou el primer monarca aragonès de la dinastia dels Trastàmara, elegit pels nou compromissaris del Compromís de Casp el 1412 després que el seu oncle Martí l'Humà, últim sobirà del Casal de Barcelona, morís sense descendència.
Entre el seu heretatge d'infant de Castella i el patrimoni que li aportà la seva muller Elionor d'Alburquerque, anomenada la Ricahembra, reuní uns dominis extensíssims, en els quals es fonamentà la seva força política i, després, la dels seus fills, coneguts com els Infants d'Aragó.

## Família
Fill i nebot de reis restava proper a la línia successòria de les casals d'Aragó i de Castella.
|  |  | Enric II de Castella el de les Mercès rei de Castella (1369-1379) *1333/1334 †1379 | Enric II de Castella el de les Mercès rei de Castella (1369-1379) *1333/1334 †1379 | Enric II de Castella el de les Mercès rei de Castella (1369-1379) *1333/1334 †1379 | Enric II de Castella el de les Mercès rei de Castella (1369-1379) *1333/1334 †1379 | Enric II de Castella el de les Mercès rei de Castella (1369-1379) *1333/1334 †1379 | Enric II de Castella el de les Mercès rei de Castella (1369-1379) *1333/1334 †1379 |                                                            |                                                            | Joana Manuel de Castella senyora de Villena, Escalona i Peñafiel *1339 =1350 †1381 | Joana Manuel de Castella senyora de Villena, Escalona i Peñafiel *1339 =1350 †1381 | Joana Manuel de Castella senyora de Villena, Escalona i Peñafiel *1339 =1350 †1381 | Joana Manuel de Castella senyora de Villena, Escalona i Peñafiel *1339 =1350 †1381 | Joana Manuel de Castella senyora de Villena, Escalona i Peñafiel *1339 =1350 †1381 | Joana Manuel de Castella senyora de Villena, Escalona i Peñafiel *1339 =1350 †1381 |                                   |                                   |                                   |                                   | Pere III el Cerimoniós rei d'Aragó etc. (1336-1387) *1319 †1387 | Pere III el Cerimoniós rei d'Aragó etc. (1336-1387) *1319 †1387 | Pere III el Cerimoniós rei d'Aragó etc. (1336-1387) *1319 †1387 | Pere III el Cerimoniós rei d'Aragó etc. (1336-1387) *1319 †1387 | Pere III el Cerimoniós rei d'Aragó etc. (1336-1387) *1319 †1387 | Pere III el Cerimoniós rei d'Aragó etc. (1336-1387) *1319 †1387 |                                                            |                                                            | Elionor de Sicília *1325 =1349 †1375 | Elionor de Sicília *1325 =1349 †1375 | Elionor de Sicília *1325 =1349 †1375                    | Elionor de Sicília *1325 =1349 †1375                    | Elionor de Sicília *1325 =1349 †1375                    | Elionor de Sicília *1325 =1349 †1375                    |                                                         |                                                         |  |  |  |  |
|  |  | Enric II de Castella el de les Mercès rei de Castella (1369-1379) *1333/1334 †1379 | Enric II de Castella el de les Mercès rei de Castella (1369-1379) *1333/1334 †1379 | Enric II de Castella el de les Mercès rei de Castella (1369-1379) *1333/1334 †1379 | Enric II de Castella el de les Mercès rei de Castella (1369-1379) *1333/1334 †1379 | Enric II de Castella el de les Mercès rei de Castella (1369-1379) *1333/1334 †1379 | Enric II de Castella el de les Mercès rei de Castella (1369-1379) *1333/1334 †1379 |                                                            |                                                            | Joana Manuel de Castella senyora de Villena, Escalona i Peñafiel *1339 =1350 †1381 | Joana Manuel de Castella senyora de Villena, Escalona i Peñafiel *1339 =1350 †1381 | Joana Manuel de Castella senyora de Villena, Escalona i Peñafiel *1339 =1350 †1381 | Joana Manuel de Castella senyora de Villena, Escalona i Peñafiel *1339 =1350 †1381 | Joana Manuel de Castella senyora de Villena, Escalona i Peñafiel *1339 =1350 †1381 | Joana Manuel de Castella senyora de Villena, Escalona i Peñafiel *1339 =1350 †1381 |                                   |                                   |                                   |                                   | Pere III el Cerimoniós rei d'Aragó etc. (1336-1387) *1319 †1387 | Pere III el Cerimoniós rei d'Aragó etc. (1336-1387) *1319 †1387 | Pere III el Cerimoniós rei d'Aragó etc. (1336-1387) *1319 †1387 | Pere III el Cerimoniós rei d'Aragó etc. (1336-1387) *1319 †1387 | Pere III el Cerimoniós rei d'Aragó etc. (1336-1387) *1319 †1387 | Pere III el Cerimoniós rei d'Aragó etc. (1336-1387) *1319 †1387 |                                                            |                                                            | Elionor de Sicília *1325 =1349 †1375 | Elionor de Sicília *1325 =1349 †1375 | Elionor de Sicília *1325 =1349 †1375                    | Elionor de Sicília *1325 =1349 †1375                    | Elionor de Sicília *1325 =1349 †1375                    | Elionor de Sicília *1325 =1349 †1375                    |                                                         |                                                         |  |  |  |  |
|  |  |                                                                                    |                                                                                    |                                                                                    |                                                                                    |                                                                                    |                                                                                    |                                                            |                                                            |                                                                                    |                                                                                    |                                                                                    |                                                                                    |                                                                                    |                                                                                    |                                   |                                   |                                   |                                   |                                                                 |                                                                 |                                                                 |                                                                 |                                                                 |                                                                 |                                                            |                                                            |                                      |                                      |                                                         |                                                         |                                                         |                                                         |                                                         |                                                         |  |  |  |  |
|  |  |                                                                                    |                                                                                    |                                                                                    |                                                                                    |                                                                                    |                                                                                    |                                                            |                                                            |                                                                                    |                                                                                    |                                                                                    |                                                                                    |                                                                                    |                                                                                    |                                   |                                   |                                   |                                   |                                                                 |                                                                 |                                                                 |                                                                 |                                                                 |                                                                 |                                                            |                                                            |                                      |                                      |                                                         |                                                         |                                                         |                                                         |                                                         |                                                         |  |  |  |  |
|  |  |                                                                                    |                                                                                    |                                                                                    |                                                                                    | Joan I de Castella rei de Castella (1379-1390) *1358 †1390                         | Joan I de Castella rei de Castella (1379-1390) *1358 †1390                         | Joan I de Castella rei de Castella (1379-1390) *1358 †1390 | Joan I de Castella rei de Castella (1379-1390) *1358 †1390 | Joan I de Castella rei de Castella (1379-1390) *1358 †1390                         | Joan I de Castella rei de Castella (1379-1390) *1358 †1390                         |                                                                                    |                                                                                    | Elionor d'Aragó *1358 =1375 †1382                                                  | Elionor d'Aragó *1358 =1375 †1382                                                  | Elionor d'Aragó *1358 =1375 †1382 | Elionor d'Aragó *1358 =1375 †1382 | Elionor d'Aragó *1358 =1375 †1382 | Elionor d'Aragó *1358 =1375 †1382 |                                                                 |                                                                 | Joan I el Caçador rei d'Aragó etc. (1387-1396) *1350 †1396      | Joan I el Caçador rei d'Aragó etc. (1387-1396) *1350 †1396      | Joan I el Caçador rei d'Aragó etc. (1387-1396) *1350 †1396      | Joan I el Caçador rei d'Aragó etc. (1387-1396) *1350 †1396      | Joan I el Caçador rei d'Aragó etc. (1387-1396) *1350 †1396 | Joan I el Caçador rei d'Aragó etc. (1387-1396) *1350 †1396 |                                      |                                      | Martí I l'Humà rei d'Aragó etc. (1396-1410) *1356 †1410 | Martí I l'Humà rei d'Aragó etc. (1396-1410) *1356 †1410 | Martí I l'Humà rei d'Aragó etc. (1396-1410) *1356 †1410 | Martí I l'Humà rei d'Aragó etc. (1396-1410) *1356 †1410 | Martí I l'Humà rei d'Aragó etc. (1396-1410) *1356 †1410 | Martí I l'Humà rei d'Aragó etc. (1396-1410) *1356 †1410 |  |  |  |  |
|  |  |                                                                                    |                                                                                    |                                                                                    |                                                                                    | Joan I de Castella rei de Castella (1379-1390) *1358 †1390                         | Joan I de Castella rei de Castella (1379-1390) *1358 †1390                         | Joan I de Castella rei de Castella (1379-1390) *1358 †1390 | Joan I de Castella rei de Castella (1379-1390) *1358 †1390 | Joan I de Castella rei de Castella (1379-1390) *1358 †1390                         | Joan I de Castella rei de Castella (1379-1390) *1358 †1390                         |                                                                                    |                                                                                    | Elionor d'Aragó *1358 =1375 †1382                                                  | Elionor d'Aragó *1358 =1375 †1382                                                  | Elionor d'Aragó *1358 =1375 †1382 | Elionor d'Aragó *1358 =1375 †1382 | Elionor d'Aragó *1358 =1375 †1382 | Elionor d'Aragó *1358 =1375 †1382 |                                                                 |                                                                 | Joan I el Caçador rei d'Aragó etc. (1387-1396) *1350 †1396      | Joan I el Caçador rei d'Aragó etc. (1387-1396) *1350 †1396      | Joan I el Caçador rei d'Aragó etc. (1387-1396) *1350 †1396      | Joan I el Caçador rei d'Aragó etc. (1387-1396) *1350 †1396      | Joan I el Caçador rei d'Aragó etc. (1387-1396) *1350 †1396 | Joan I el Caçador rei d'Aragó etc. (1387-1396) *1350 †1396 |                                      |                                      | Martí I l'Humà rei d'Aragó etc. (1396-1410) *1356 †1410 | Martí I l'Humà rei d'Aragó etc. (1396-1410) *1356 †1410 | Martí I l'Humà rei d'Aragó etc. (1396-1410) *1356 †1410 | Martí I l'Humà rei d'Aragó etc. (1396-1410) *1356 †1410 | Martí I l'Humà rei d'Aragó etc. (1396-1410) *1356 †1410 | Martí I l'Humà rei d'Aragó etc. (1396-1410) *1356 †1410 |  |  |  |  |
|  |  |                                                                                    |                                                                                    |                                                                                    |                                                                                    |                                                                                    |                                                                                    |                                                            |                                                            |                                                                                    |                                                                                    |                                                                                    |                                                                                    |                                                                                    |                                                                                    |                                   |                                   |                                   |                                   |                                                                 |                                                                 |                                                                 |                                                                 |                                                                 |                                                                 |                                                            |                                                            |                                      |                                      |                                                         |                                                         |                                                         |                                                         |                                                         |                                                         |  |  |  |  |
|  |  |                                                                                    |                                                                                    |                                                                                    |                                                                                    |                                                                                    |                                                                                    |                                                            |                                                            |                                                                                    |                                                                                    |                                                                                    |                                                                                    |                                                                                    |                                                                                    |                                   |                                   |                                   |                                   |                                                                 |                                                                 |                                                                 |                                                                 |                                                                 |                                                                 |                                                            |                                                            |                                      |                                      |                                                         |                                                         |                                                         |                                                         |                                                         |                                                         |  |  |  |  |
|  |  | * naixement = matrimoni † defunció                                                 | * naixement = matrimoni † defunció                                                 | * naixement = matrimoni † defunció                                                 | * naixement = matrimoni † defunció                                                 | * naixement = matrimoni † defunció                                                 | * naixement = matrimoni † defunció                                                 |                                                            |                                                            | Enric III de Castella, el Malalt rei de Castella (1390-1406) *1379 †1406           | Enric III de Castella, el Malalt rei de Castella (1390-1406) *1379 †1406           | Enric III de Castella, el Malalt rei de Castella (1390-1406) *1379 †1406           | Enric III de Castella, el Malalt rei de Castella (1390-1406) *1379 †1406           | Enric III de Castella, el Malalt rei de Castella (1390-1406) *1379 †1406           | Enric III de Castella, el Malalt rei de Castella (1390-1406) *1379 †1406           |                                   |                                   | Ferran I d'Aragó                  | Ferran I d'Aragó                  | Ferran I d'Aragó                                                | Ferran I d'Aragó                                                | Ferran I d'Aragó                                                | Ferran I d'Aragó                                                |                                                                 |                                                                 |                                                            |                                                            |                                      |                                      |                                                         |                                                         |                                                         |                                                         |                                                         |                                                         |  |  |  |  |

Del seu matrimoni amb Elionor d'Alburquerque, tia seva i neboda d'Enric II de Castella, efectuat a Madrid el 1395, quan ell tenia 14 anys, nasqueren set fills:
- Alfons IV el Magnànim (1396-1458), príncep de Girona (1414-1416) i després rei d'Aragó i comte de Barcelona.
- Joan II d'Aragó (1398-1479), duc de Montblanc i de Peñafiel, senyor de Balaguer, rei de Navarra i després rei d'Aragó i comte de Barcelona.
- Enric d'Aragó (1400-1445), duc de Villena, comte d'Alburquerque i d'Empúries, senyor de Sogorb, etc., i gran mestre de l'orde de Sant Jaume.
- Sanç d'Aragó (1401-1415), gran mestre de l'orde de Calatrava i de l'orde d'Alcántara.
- Elionor d'Aragó (1402-1445), casada el 1420 amb Eduard I de Portugal.
- Maria d'Aragó (1403-1445), casada el 1420 amb el seu cosí Joan II de Castella.
- Pere d'Aragó (1406-1438), duc de Noto, senyor de Terrassa, Vilagrassa, Elx i Crevillent.

## Regent de Castella
Com a infant de Castella, fundà l'orde cavalleresc, de caràcter cortesà, anomenat orde del Griu, de la Gerra i l'Estola o també de l'Assutzena (Medina del Campo, 1403).
En morir el seu germà gran, el rei Enric III de Castella, el 1406, assumí la regència del seu nebot Joan II, juntament amb la mare d'aquest, Caterina de Lancaster. Des d'aleshores actuà de fet com el rei, encara que ja feia molt de temps que dirigia la política castellana a causa dels mals del seu germà, que delegava sovint en ell les funcions de govern.
Les desavinences amb la reina vídua no trigaren a aparèixer i, després d'un pacte, els dos corregents es repartiren el territori de la regència. Ferran es reservà personalment la governació de la meitat meridional del regne castellà (Toledo, Extremadura, Múrcia i Andalusia).
Reprengué la guerra contra el regne de Granada, i a la frontera, s'apoderà de Zahara (1407), però fracassà al setge de Setenil i les corts l'obligaren a acceptar la treva que havia demanat el rei de Granada. Quan la treva acabà, tornà a atacar la frontera granadina i posà setge a l'estratègica vila d'Antequera, que se li va retre el 16 de setembre de 1410. Aquesta acció, celebrada amb gran ressò, també en la literatura, donà origen al seu sobrenom més conegut.

## Rei d'Aragó i Sicília
El 1410, en morir el seu oncle, el rei d'Aragó Martí l'Humà, sense descendència directa, Ferran presentà la seva candidatura a la successió. El conflicte quedà reduït finalment a dues candidatures, la seva i la del comte Jaume d'Urgell. La seva força econòmica i militar i la seva intel·ligència política, unides als grans errors dels adversaris, el suport del bàndol dels Urrea a Aragó i del dels Centelles a València, als quals envià tropes amb les quals derrotaren els urgellistes a la batalla de Morvedre, i el més decisiu encara del papa Benet XIII d'Avinyó i del seu confessor Vicent Ferrer, li garantiren el triomf.
Després de greus dissensions, a la concòrdia d'Alcanyís s'arribà a l'acord de resoldre la qüestió a través del vot de nou delegats estamentals dels tres estats (Aragó, València i Catalunya) en el que es coneix com a Compromís de Casp. La sentència final dels compromissaris dels regnes el proclamà rei d'Aragó i dels altres estats de la Corona d'Aragó el 28 de juny de 1412, i Benet XIII, ignorant els drets de Frederic de Luna, li donà la investidura de Sicília, que durant l'Interregne havia teòricament revertit al papat. Fou coronat a Saragossa el 5 de setembre de 1414.
L'altre candidat principal, el comte Jaume d'Urgell, confiat en el suport dels seus partidaris a Aragó i de tropes mercenàries angleses i gascones, protagonitzà una revolta el 1413. L'error d'iniciar una revolta durant la reunió de les corts catalanes a Barcelona fou aprofitat per Ferran, més intel·ligent que el seu adversari, i aconseguí el suport dels estaments, també de la noblesa, que tancaren files al voltant del nou rei. Un exèrcit comandat per Ferran en persona posà setge a Balaguer, on en un nou error s'havia tancat Jaume, que finalment, el 31 d'octubre, es rendí i fou condemnat a la confiscació de tots els seus béns i títols i a presó perpètua (al castell d'Urueña, a Castella, i més tard al de Xàtiva).

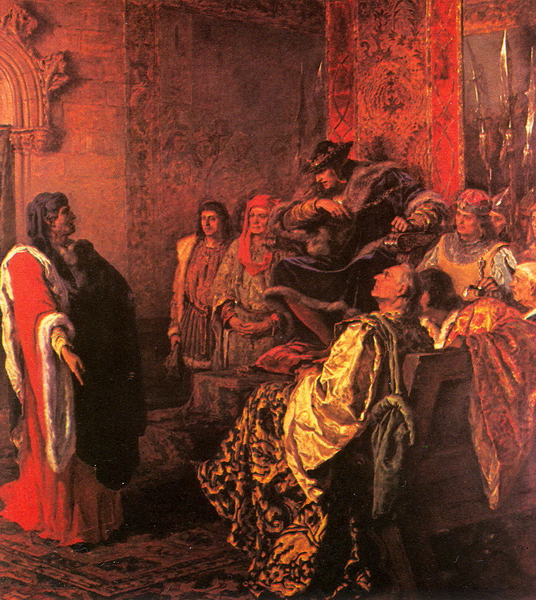
L'enfrontament del vectigal (Ramon Tusquets i Maignon, 1885)

Ferran, acostumat a l'autoritarisme de la monarquia castellana, hagué de cedir, a les corts de Barcelona (1413), a la pressió dels estaments privilegiats catalans i respectar el pactisme, doctrina que ja des del segle xiii limitava l'autoritat reial a favor de les corts i de la Diputació del General de Catalunya, que amb la nova dinastia va veure créixer les seves atribucions i pes polític. Tanmateix, plantà cara a l'oligarquia barcelonina ―representada pel conseller Joan Fiveller― en el cèlebre enfrontament del vectigal de la carn, el 1416.
Pacificà Sardenya amb pactes amb la noblesa local (1414 i 1416), que havia aprofitat l'Interregne per a independitzar-se, normalitzà la situació interna de Sicília, on els bàndols nobiliaris i el suport a Frederic de Luna eren forts, enviant-hi com a lloctinent el seu fill Joan, pactà una treva amb Gènova (1413) i signà tractats d'amistat amb el soldà d'Egipte i amb el rei de Fes (1414).
El 1414 creà per al seu fill Alfons el títol de príncep de Girona, propi dels infants primogènits de la Corona d'Aragó. El mateix any, rebé una missiva de l'emperador romà d'Orient, Manuel II Paleòleg, agraint-li el seu suport contra els turcs.
En la qüestió del Cisma fou primerament fidel a Benet XIII d'Avinyó, el seu protector. Però quan el concili de Constança decidí la deposició de tots els papes i fracassà la conferència de Perpinyà amb l'emperador Segimon i els ambaixadors dels altres estats avinyonistes, on Benet XIII es negà a abdicar, l'abandonà, a instància de l'emperador i de Vicent Ferrer, i li retirà l'obediència dels seus regnes (1416).

## Mort i enterrament

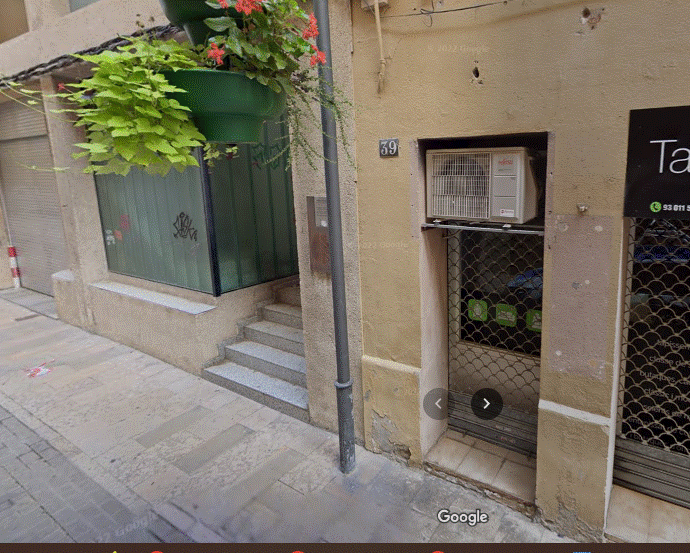
Placa que commemora la mort de Ferran d'Antequera al carrer nou, 37 d'Igualda (al costat de la canonada)

Ferran I va morir a Igualada, afectat d'uns violents còlics nefrítics, el 2 d'abril de 1416, mentre es dirigia de Barcelona a Castella. Es conserva un relat detallat de la seva darrera malaltia. Per afrontar aquest mal crònic en ell s'havien intentat diferents remeis, inclosos els alquímics. L'indret de la mort és el carrer Nou, núm. 37, d'Igualada, on hi ha una placa que ho esmenta.
Va ser enterrat al panteó reial del monestir de Poblet en un sepulcre encarregat pel seu fill Alfons a l'escultor Pere Oller el 1417.

## Iconografia
Contemporània de Ferran I d'Aragó:
- Retaule l'arquebisbe de Toledo Sancho de Rojas (taula central), procedent de San Benito el Real (Valladolid), pintat per Juan Rodríguez de Toledo vers 1410-1415 (Museo del Prado, Madrid). Hi és representat en actitud orant davant la Mare de Déu i el Nen Jesús, que el corona rei.
- Retaule del Judici Final, aparentment pintat per Lluc Borrassà, esclau de Lluís Borrassà, desaparegut a finals del segle xix. En sobreviu un dibuix que reprodueix la taula que representava el rei, la reina Elionor d'Alburquerque, el papa Benet XIII i altres individus en actitud orant, efectuat per Jaume Serra per a la Iconografía española (1855-1864) de Valentín Carderera.

Hi ha algunes representacions posteriors a l'Edat Mitjana, entre les quals:
- Oli del segle xvi que representa la Virgen de la Gracia, a la catedral de Toledo. Hi és representat agenollat i en actitud orant davant la Mare de Déu i el Nen Jesús, a l'extrem inferior esquerre, amb vestit i armadura de l'època del quadre.
- Oli de Ramon Tusquets i Maignon, pintat el 1885, a la col·lecció Miquel Boada de Barcelona. Representa l'episodi de l'enfrontament del vectigal.
- Oli de Manuel Aguirre y Monsalbe, de 1851-1854, procedent del Casino Principal de Saragossa (Diputación Provincial de Zaragoza). Hi és representat dret, amb l'heràldica dels seus nous estats a les vestidures i prenent amb la mà esquerra una espasa que li serveix de suport.

## Posteritat
Historiografia
- Lorenzo Valla, Historiarum [o Gesta] Ferdinandi regis Aragonum libri III. Biografia oficial escrita a Nàpols en els anys 1445-1446 a instància d'Alfons el Magnànim pel qui era secretari d'aquest últim.

Novel·la històrica
- Antoni de Bofarull i de Brocà, La orfaneta de Menargues o Catalunya agonisant, Barcelona, Luis Tasso, 1862. Aquesta novel·la, considerada la primera novel·la contemporània escrita en català, té com a rerefons argumental el Compromís de Casp, l'entronització de Ferran I d'Aragó i la rebel·lió del comte d'Urgell.

## Galeria d'imatges

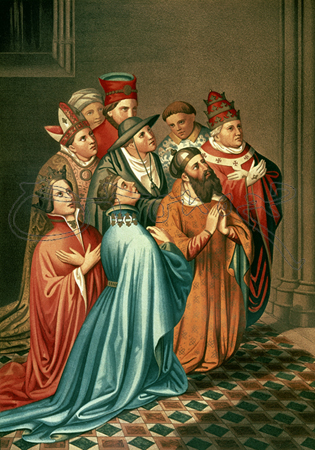
Ferran I d'Aragó, Elionor d'Alburquerque i Benet XIII, dibuix del segle xix a partir d'un retaule desaparegut
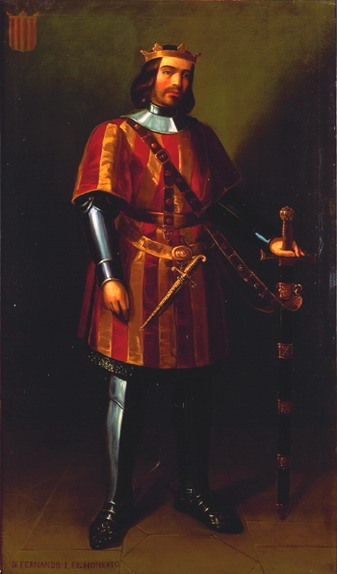
Ferran I d'Aragó (recreació romàntica de Manuel Aguirre y Monsalbe)
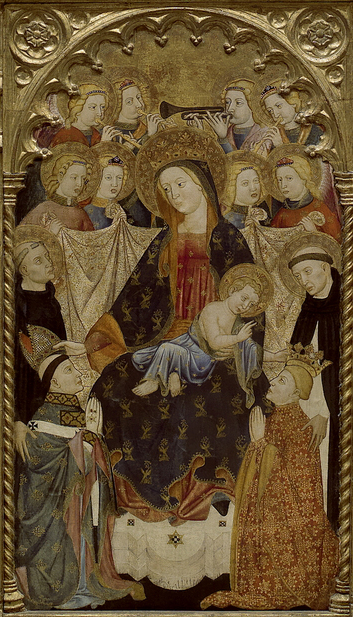
Ferran I d'Aragó és coronat pel Nen Jesús, al retaule de Sancho de Rojas (vers 1410-1415)